# Morti nel 1967/Gennaio
| Questa pagina contiene informazioni ricavate automaticamente dalle voci biografiche con l'ausilio del template Bio e di un bot. L'aggiornamento è periodico e automatico e ricostruisce completamente la pagina. Se manca una persona in questa lista, sei pregato di non aggiungerla, ma accertati piuttosto che la sua voce biografica contenga il template Bio e che i dati anagrafici siano correttamente compilati. Se il template Bio manca, inseriscilo tu stesso o, in alternativa, metti l'avviso {{tmp\|Bio}} che ne segnala la mancanza. Se i dati riportati sono sbagliati, correggi direttamente la voce biografica; le modifiche saranno visibili in questa lista entro pochi giorni. Per chiarimenti vedi il progetto biografie. La lista contiene solo le 100 persone che sono citate nell'enciclopedia e per le quali è stato implementato correttamente il template Bio. Pagina aggiornata al 3 mar 2024. |

- 1º gennaio - Antonio Bonezzi, calciatore argentino (n. 1931)
- 2 gennaio - Marcello Bertinetti, schermidore e arbitro di calcio italiano (n. 1885)
- 2 gennaio - Luigi Vaghi, fotografo italiano (n. 1882)
- 2 gennaio - Ramón Zabalo, calciatore spagnolo (n. 1910)
- 3 gennaio - Eugène Cordonnier, ginnasta francese (n. 1892)
- 3 gennaio - Walter Cruz, medico e scacchista brasiliano (n. 1910)
- 3 gennaio - Mary Garden, soprano britannico (n. 1874)
- 3 gennaio - E. Mason Hopper, regista, attore e sceneggiatore statunitense (n. 1885)
- 3 gennaio - Reginald Punnett, biologo e genetista britannico (n. 1875)
- 3 gennaio - Jack Ruby, criminale statunitense (n. 1911)
- 4 gennaio - Donald Campbell, pilota automobilistico britannico (n. 1921)
- 5 gennaio - Bruno Enei, docente, politico e partigiano brasiliano (n. 1908)
- 5 gennaio - Zhu Shilin, regista e sceneggiatore cinese (n. 1899)
- 6 gennaio - Antonio Flecha, cestista peruviano (n. 1912)
- 6 gennaio - Auguste Hoël, ginnasta francese (n. 1890)
- 6 gennaio - Giovanni Battista Lacchini, astronomo italiano (n. 1884)
- 6 gennaio - Mohan Shamsher Jang Bahadur Rana, politico nepalese (n. 1885)
- 6 gennaio - Ernesto Torrusio, politico e dirigente sportivo italiano (n. 1887)
- 7 gennaio - Sam Chedgzoy, calciatore e allenatore di calcio inglese (n. 1889)
- 7 gennaio - David Goodis, scrittore statunitense (n. 1917)
- 7 gennaio - Inger Klingt, schermitrice danese (n. 1890)
- 7 gennaio - Giuseppe Morpurgo, critico letterario italiano (n. 1887)
- 7 gennaio - Carl Schuricht, compositore e direttore d'orchestra tedesco (n. 1880)
- 8 gennaio - Zbigniew Cybulski, attore polacco (n. 1927)
- 8 gennaio - Da Rovere, paroliere e editore italiano (n. 1903)
- 8 gennaio - Josef Frank, architetto austriaco (n. 1885)
- 8 gennaio - Nikolaj Pavlovič Ochlopkov, attore e regista sovietico (n. 1900)
- 9 gennaio - Waldo Frank, scrittore statunitense (n. 1889)
- 9 gennaio - Errick Willis, giocatore di curling canadese (n. 1896)
- 11 gennaio - Maria Fromet, attrice francese (n. 1902)
- 11 gennaio - Wolfgang Zeller, compositore, direttore d'orchestra e violinista tedesco (n. 1893)
- 12 gennaio - François Milazzo, calciatore francese (n. 1934)
- 12 gennaio - Holland Smith, generale statunitense (n. 1882)
- 13 gennaio - Giancarlo Lanciani Rocca, nobile, dirigente d'azienda e politico italiano (n. 1895)
- 14 gennaio - Miklós Kállay, politico ungherese (n. 1887)
- 14 gennaio - Eugenio Medea, medico e psichiatra italiano (n. 1873)
- 14 gennaio - Hans Walter, canottiere svizzero (n. 1889)
- 15 gennaio - Davyd Davydovyč Burljuk, scrittore, pittore e giornalista russo (n. 1882)
- 15 gennaio - Lois Meredith, attrice statunitense (n. 1897)
- 15 gennaio - Annibale Ninchi, attore e drammaturgo italiano (n. 1887)
- 16 gennaio - Hugh Beaver, ingegnere sudafricano (n. 1890)
- 16 gennaio - Ettore Berra, calciatore, arbitro di calcio e giornalista italiano (n. 1889)
- 16 gennaio - Marie Majerová, scrittrice, giornalista e traduttrice ceca (n. 1882)
- 17 gennaio - Delos W. Lovelace, scrittore e giornalista statunitense (n. 1894)
- 17 gennaio - Evelyn Nesbit, modella, ballerina e attrice statunitense (n. 1884)
- 17 gennaio - Barney Ross, pugile statunitense (n. 1909)
- 18 gennaio - Harry Antrim, attore statunitense (n. 1884)
- 18 gennaio - Cesare Massini, antifascista e politico italiano (n. 1886)
- 18 gennaio - Thyde Monnier, scrittrice francese (n. 1887)
- 18 gennaio - Goose Tatum, cestista e giocatore di baseball statunitense (n. 1921)
- 19 gennaio - Grace Cunard, attrice, sceneggiatrice e regista statunitense (n. 1893)
- 19 gennaio - Harold Daniell, pilota motociclistico britannico (n. 1909)
- 19 gennaio - Paolo Puntoni, generale italiano (n. 1889)
- 19 gennaio - Taavi Tamminen, lottatore finlandese (n. 1889)
- 19 gennaio - Robert Van de Graaff, fisico e inventore statunitense (n. 1901)
- 20 gennaio - Giulio Calì, attore italiano (n. 1895)
- 20 gennaio - Giacomo Debenedetti, scrittore, saggista e critico letterario italiano (n. 1901)
- 20 gennaio - Leopoldo Gaspari, bobbista italiano (n. 1939)
- 20 gennaio - Johannes Isbrücker, ingegnere e esperantista olandese (n. 1889)
- 20 gennaio - William Watson, regista e sceneggiatore canadese (n. 1896)
- 21 gennaio - Dorotea di Sassonia-Coburgo-Koháry, principessa tedesca (n. 1881)
- 21 gennaio - Angiolo Gambaro, pedagogo, storico e presbitero italiano (n. 1883)
- 21 gennaio - Francisco Jambrina, attore e regista spagnolo (n. 1902)
- 21 gennaio - Nils Löfgren, chimico svedese (n. 1913)
- 21 gennaio - Armando Poggioli, martellista e discobolo italiano (n. 1888)
- 21 gennaio - Ann Sheridan, attrice statunitense (n. 1915)
- 22 gennaio - Idris Bell, egittologo britannico (n. 1879)
- 22 gennaio - Robert Henriques, scrittore, conduttore televisivo e allevatore britannico (n. 1905)
- 22 gennaio - Jobyna Ralston, attrice statunitense (n. 1899)
- 23 gennaio - Holcombe Ward, tennista statunitense (n. 1878)
- 24 gennaio - Ján Bakoš, arabista e traduttore slovacco (n. 1890)
- 24 gennaio - Luigi Federzoni, politico e scrittore italiano (n. 1878)
- 24 gennaio - Oliverio Girondo, poeta argentino (n. 1891)
- 25 gennaio - Ulviye Sultan, principessa ottomana (n. 1892)
- 25 gennaio - Ettore Bastianini, baritono italiano (n. 1922)
- 25 gennaio - Mike Devaney, mezzofondista statunitense (n. 1891)
- 25 gennaio - Ilario Montesi, imprenditore italiano (n. 1882)
- 25 gennaio - Vincenzo Venerosi Pesciolini, nobile e politico italiano (n. 1890)
- 26 gennaio - Alick Isaacs, virologo e medico britannico (n. 1921)
- 26 gennaio - Paul Martin, regista e sceneggiatore ungherese (n. 1899)
- 26 gennaio - Albert Rémy, attore francese (n. 1915)
- 27 gennaio - Roger Chaffee, astronauta e ingegnere statunitense (n. 1935)
- 27 gennaio - Natale Dossena, calciatore italiano (n. 1907)
- 27 gennaio - David Maxwell Fyfe, politico e giurista inglese (n. 1900)
- 27 gennaio - Gus Grissom, aviatore e astronauta statunitense (n. 1926)
- 27 gennaio - Francesco Imberti, arcivescovo cattolico italiano (n. 1882)
- 27 gennaio - Alphonse Juin, generale francese (n. 1888)
- 27 gennaio - Giovanni Schiavo, presbitero italiano (n. 1903)
- 27 gennaio - Luigi Tenco, cantautore, attore e poeta italiano (n. 1938)
- 27 gennaio - Edward White, astronauta statunitense (n. 1930)
- 28 gennaio - Hugh Edward Blair, artista e linguista statunitense (n. 1909)
- 28 gennaio - George Nicol, velocista britannico (n. 1886)
- 29 gennaio - Leonhard Seppala,  norvegese (n. 1877)
- 29 gennaio - George Stuart Robertson, tennista, discobolo e martellista britannico (n. 1872)
- 31 gennaio - Otto Dibelius, vescovo tedesco (n. 1880)
- 31 gennaio - Joe Fabel, cestista statunitense (n. 1917)
- 31 gennaio - Oskar Fischinger, animatore e pittore tedesco (n. 1900)
- 31 gennaio - Poul Henningsen, architetto e designer danese (n. 1894)
- 31 gennaio - Hans-Georg Hildebrandt, generale tedesco (n. 1896)
- 31 gennaio - Eddie Tolan, velocista statunitense (n. 1908)